# 舌形貝屬
舌形貝屬（學名：Lingula）是舌形貝科下的一個屬，俗名海豆芽，模式種是鴨嘴海豆芽（Lingula anatina）。舌形貝屬動物早在寒武紀中期就已存在。一些生物學家認為牠們是活化石，因為其外殼的形態從寒武紀至今變化不大。跟其他腕足類一樣，舌形貝也是濾食生物。
舌形貝生活在溫帶和熱帶海域，肉莖粗大，能在海底的鬆軟沉積物中鑽穴居住，肉莖可以在垂直的洞穴裡自由伸縮。牠們絕大部分時間在洞穴裡，靠外套膜上面的三個開口濾食水中碎屑。

## 特徵
這種小型的無鉸腕足動物的殼很薄，兩瓣殼微凸，外廓呈舌形。殼上的花紋只有一條纖細的生長線。腹殼的喙嘴有一個三角形槽用來支撐足。殼內沒有鉸齒和鉸窩。

## 物種
舌形貝屬動物包括以下現存物種：
- 亞氏海豆芽 Lingula adamsi Dall, 1873
- 鴨嘴海豆芽 Lingula anatina Lamarck, 1801
- Lingula dregeri Andreae, 1893
- Lingula eocenica Moroz & Ermokhyna, 1990
- Lingula parva Smith, 1871
- Lingula reevii Davidson, 1880
- Lingula rostrum (Shaw, 1798)
- Lingula tenuis Sowerby
- Lingula translucida Dall, 1921
- Lingula tumidula Reeve, 1841
- Lingula waikatoensis Pen, 1930

## 食用
舌形貝在世界各地都有食用，例如越南。捕獲舌形貝後，需要浸泡在淡水中幾個小時吐沙，然後再用淡水清洗。
在日本，舌形貝通常加入味噌湯、加鹽煮或慢燉。

## 外部連結
- 維基物種上的相關：Lingula anatina

- Introduction to the Lingulata （页面存档备份，存于）